# Никола Вешков
Никола Георгиев Вешков е български хайдутин и опълченец.

## Биография
Вешков е роден в разложкото село Добринища, тогава в Османската империя, днес в България. В бащината му къща, известна като Вешковата къща, е отворено първото килийно училище в селото. След убийството на брат му от турци от Баня, Никола отмъщава на убийците и става хайдутин в Пирин с малка чета. След тежко сражение заминава за Румъния и се установява в Брашов. При избухването на Руско-турската война в 1877 година е доброволец в Българското опълчение и се сражава при Шипка и Шейново. При избухването на Сръбско-българската война в 1885 година е доброволец в Българската армия. Заселва се в Белово, България.